# 13 лет Казахстана
13 лет Казахстана (каз. Қазақстанның 13 жылдығы) — упразднённое село в Мартукском районе Актюбинской области Казахстана. Входило в состав Байнассайского сельского округа. Код КАТО — 154653300. Упразднено в 2019 г.

## Население
В 1999 году население села составляло 297 человек (139 мужчин и 158 женщин). По данным переписи 2009 года, в селе проживали 123 человека (64 мужчины и 59 женщин).